# مدینه الحق
مدینه الحق (به عربی: مدینة الحق) یک منطقهٔ مسکونی در عمان است که در طاقه واقع شده‌است.